# Vimioso
Vimioso est une municipalité (en portugais : concelho ou município) du Portugal, située dans le district de Bragance et la région Nord.

## Géographie
Vimioso est limitrophe :
- au nord, de l'Espagne (Alcañices),
- à l'est, de Miranda do Douro,
- au sud, de Mogadouro,
- à l'ouest, de Macedo de Cavaleiros,
- au nord-ouest, de Bragance.

## Démographie
| 1801  | 1849  | 1900   | 1930   | 1960   | 1981  | 1991  | 2001  | 2004  |
| ----- | ----- | ------ | ------ | ------ | ----- | ----- | ----- | ----- |
| 1 831 | 5 555 | 11 086 | 11 484 | 12 782 | 8 500 | 6 323 | 5 315 | 5 105 |

| 2011  | - | - | - | - | - | - | - | - |
| ----- | - | - | - | - | - | - | - | - |
| 4 669 | - | - | - | - | - | - | - | - |

En dehors du siège de la municipalité (localité de Vimioso) et d'Argozelo où se concentrent les services (administration, banques, commerces, etc.), Vimioso est une municipalité rurale dont la population exerce des activités essentiellement agricoles. L'émigration très forte - surtout à destination du Brésil jusqu'au début des années 1960 puis vers l'Europe voisine (France, Espagne, etc.) - et, de nos jours, l'exode rural vers Bragance ou les métropoles du littoral (Porto, Lisbonne) expliquent le dépeuplement dramatique de la région que guette la désertification. La population qui reste est désormais composée en majorité de personnes âgées.

## Langues
Outre le portugais, une partie de la population parle le mirandais dans quelques villages de l'Est de la municipalité (Angueira, Caçarelhos et, surtout, Vilar Seco). Le mirandais, dont le nombre de locuteurs est estimé à 15 000, est principalement parlé dans la municipalité voisine de Miranda do Douro. Seconde langue officielle du Portugal, le mirandais est une variante de l'asturien parlé dans le Nord de l'Espagne.

## Subdivisions
La municipalité de Vimioso groupe 14 localités ou paroisses (freguesia, en portugais) :
- Algoso
- Angueira
- Argozelo
- Avelanoso
- Caçarelhos
- Campo de Víboras
- Carção
- Matela
- Pinelo
- Santulhão
- Sao Joanico
- Uva
- Vale de Frades
- Vilar Seco
- Vimioso